# 湯亨斌
湯亨斌為中國清朝武官官員，本籍浙江。行伍出身的湯亨斌於1818年（嘉慶23年）奉旨接替陳一凱，於台灣地區擔任台灣水師協副將。而隸屬台灣鎮之下的此官職是台灣清治時期的這階段，全台灣的海防軍事層級最高武將，其統帥三標水營，數千名水師兵勇。1821年，因工作不力遭調職。
| 前任： 陳一凱 | 台灣水師協副將 1818年上任 | 繼任： 吳定邦 |